# Морис Карем
Морис Карем (на френски: Maurice Carême) е белгийски поет и писател.

## Биография
Той е роден на 21 май 1899 година в Уавър в семейството на бояджия и магазинерка. Завършва педагогическо училище в Тийнен и от 1918 до 1943 година е учител в Андерлехт. Започва да публикува стихове и проза и става известен с простия си стил и със своята поезия за деца.
Поддържа многогодишна кореспонденция и гостува в България по покана на приятеля си поета Лъчезар Станчев, който превежда негови книги.
Морис Карем умира на 13 януари 1978 година в Андерлехт.